# 성경일
성경일(成京一, 1983년 3월 1일 ~ )은 대한민국의 축구 선수로, 포지션은 골키퍼이다. 20세 이하 청소년대표, 2004 아테네 올림픽 국가대표 출신이다.

## 축구인 생활

### 선수 생활
성경일은 전북 현대 모터스 시절 권순태에 밀려 주전 확보에 실패했다. 2008년 경남 FC로 이적을 하게 되나 군복무 때문에 2008년 11월에 광주 상무 축구단으로 군입대를 했다.